# Дамен, Финн
Финн Гилберт Дамен (нем. Finn Gilbert Dahmen; род. 27 марта 1998, Висбаден) — немецкий футболист, вратарь клуба «Аугсбург».
Финн родился в семье немца и англичанки.

## Клубная карьера
Дамен — воспитанник клубов «Берстадт», «Айнтрахт» и «Майнц 05». 30 июля 2017 года в матче против «Франкфурта» он дебютировал в Региональной лиге Германии за дублирующий состав последних. 11 апреля 2018 года в поединке против дублёров «Штутгарта» Финн забил гол. 3 января 2021 года в матче против «Баварии» он дебютировал в Бундеслиге за основной состав.

## Международная карьера
В 2015 году Дамен в составе юношеской сборной Германии принял участие в юношеском чемпионате мира в Чили. На турнире он также был дублирующим вратарём.
В 2021 году в составе молодёжной сборной Германии Дамен стал победителем молодёжного чемпионата Европы в Венгрии и Словении. На турнире он сыграл в матчах против команд Дании, Венгрии, Нидерландов, Румынии, Нидерландов и Португалии.